# イゴール・リチノフスキー
イゴール・リチノフスキー・オソリオ（Igor Lichnovsky Osorio, 1994年3月7日 - ）は、チリ・タラガンテ県ペニャフロール出身のサッカー選手。UANLティグレス所属。ポジションはDF。

## 経歴
2002年からチリのウニベルシダ・デ・チレのユースチームでキャリアをスタートさせ、2011年にトップチームに昇格した。2014年6月、ポルトガルのFCポルトに移籍した。2016年1月21日、プリメーラ・ディビシオンのスポルティング・デ・ヒホンに期限付き移籍した。

## 代表歴
チリ代表として、2013南米ユース選手権、2013 FIFA U-20ワールドカップに出場した。

## タイトル
クラブ
ウニベルシダ・デ・チレ
- プリメーラ・ディビシオン (2): クラウスーラ2011, アペルトゥーラ2012
- コパ・スダメリカーナ (1): 2011

ネカクサ
- コパMX (1): クラウスーラ2018

クルス・アスル
- コパMX (1): アペルトゥーラ2018